# James MacGregor Burns
James MacGregor Burns (* 3. August 1918 in Boston, Massachusetts; † 15. Juli 2014 in Williamstown, Massachusetts) war ein US-amerikanischer Politologe und Historiker.
Burns lehrte „Leadership Studies“ und war Woodrow Wilson-Professor of Political Science des Williams College, wo er auch seinen Abschluss erworben hatte. Später arbeitete Burns an der James MacGregor Burns Academy of Leadership der University of Maryland, College Park.

## Leben
Im Jahr 1938 erlangte Burns seinen Bachelor’s Degree vom Williams College. Er arbeitete für einige Zeit als Mitarbeiter des demokratischen Kongressmitglieds Orrice Abram Murdock. Von 1943 bis 1946 arbeitete Burns als Historiker der US-Streitkräfte im Pazifik. Im Rahmen dieser Tätigkeit wurden ihm ein Bronze Star und vier Battle Stars für seine Teilnahme an der Eroberung von Saipan, Guam und Okinawa verliehen. Zurückgekehrt aus dem Krieg setzte er seine Studien an der Harvard University fort, wo ihm 1947 sein Doktortitel verliehen wurde. Anschließend lehrte er „Leadership Studies“ am Williams College. 1958 kandidierte Burns erfolglos um einen Sitz des Repräsentantenhauses für die Demokratische Partei. Viermal wurde er zu einer „Democratic National Convention“ delegiert. 1978 veröffentlichte er mit Leadership eines der wichtigsten Werke zur Führung in den Organisationswissenschaften.
Burns wirkte über seine Untersuchungen zum Führungsverhalten von Präsidenten erheblich auf die Organisationsforschung und führte dort das Konzept der transaktionsorientierten Führung (Fokus unmittelbare Vorgänge) im Gegensatz zur transformatorischen Führung (langfristig, visionär) ein. Mit dieser Differenzierung einher ging auch die Konzentration auf Eigenschaften „großer Männer“ und dem Management der Veränderung auf die Wechselwirkungen zwischen dem Führer und den Geführten als Zusammenarbeit mit Vorteilen für beide Seiten über. Breite Bekanntheit erlangte Burns durch seine Biografien zu den US-Präsidenten Franklin D. Roosevelt und John F. Kennedy; 1971 erhielt er für Roosevelt: Soldier of Freedom 1940-1945 einen Pulitzer-Preis und einen National Book Award. Seit 1957 war er Mitglied der American Academy of Arts and Sciences. 1971 wurde er zum Mitglied der American Philosophical Society gewählt.  1975/76 amtierte er als Präsident der American Political Science Association (APSA).
Politisch setzte sich Burns dafür ein, den 22. Verfassungszusatz zur Amerikanischen Verfassung aufzuheben, der die Amtsperioden der Präsidenten auf zwei begrenzt. Er starb am 15. Juli 2014 im Alter von 95 Jahren in Williamstown, Massachusetts.

## Bibliografie
- Roosevelt. The Lion and the Fox. Bombay Jaico Publishing, New York 1968.
- Roosevelt. Soldier of Freedom 1940-1945. Harcourt Trade Publishers, New York 1970, ISBN 0-15-602757-7.
- Transforming Leadership. The Pursuit of Happiness. Atlantic Monthly Press, New York 2003, ISBN 0-87113-866-2.
- (zusammen mit Susan Dunn): The Three Roosevelts. Patrician Leaders Who Transformed America. Grove Press, New York 2001, ISBN 0-8021-3872-1.
- Leadership. Harper Collins, New York 1978, ISBN 0-06-010588-7.
- John Kennedy. A Political Profile
- Government by the People.
- Packing the Court. The Rise of Judicial Power and the Coming Crisis of the Supreme Court. Penguin Group, New York 2009, ISBN 1-594-20219-2.